# 上毛航空
上毛航空（じょうもうこうくう）は、群馬県前橋市に本社を置き、ヘリコプター運航事業を行っていた会社。

## 略歴
2002年に株式会社エースヘリコプター（富士重工業の関連会社。旧・日本農林ヘリコプター）がヘリコプター事業から撤退したため、操縦士、整備士の元社員らが出資し同年11月に株式会社ジャパン・エアクラフト・サービスとして設立した。整備事業の他、2004年5月に免許を受け運送事業を開始した。
群馬ヘリポートに拠点を置き、運行事業・整備事業を行っている。2006年4月から指定管理者制度により群馬ヘリポートの管理運営を受託していたが、2006年5月1日に上毛航空に改組・社名変更後、業務縮小により同年10月31日をもって契約を解除した。
群馬県を中心に長野県・富山県・新潟県地域の山岳部での荷揚げ、電力・水道工事の支援、報道取材、写真撮影、草津白根山の遊覧飛行、志賀高原でのヘリスキー、医療搬送等の事業を行っている。
2023年1月現在、国土交通省より航空輸送事業、航空機使用事業の認可は受けていない。

## 会社概要
会社概要（2006年12月現在）
- 本社　群馬県前橋市下阿内町377-2
- 資本金　5500万円
- 代表取締役　 眞島隆